# Muzułmański Związek Religijny w Rzeczypospolitej Polskiej
Muzułmański Związek Religijny w Rzeczypospolitej Polskiej (MZR) – polski związek wyznaniowy sunnitów hanafickich,  skupiający m.in. polskich Tatarów, których przodkowie ponad 600 lat temu osiedlili się na ziemiach dawnej Rzeczypospolitej. Głową polskich muzułmanów zrzeszonych w MZR jest mufti Tomasz Miśkiewicz, przewodniczący Najwyższego Kolegium Muzułmańskiego (z siedzibą w Białymstoku), wybrany na to stanowisko – pierwszy raz w powojennej historii związku – 20 marca 2004 podczas XV Kongresu MZR.
W 2022 MZR zrzeszał 469 wiernych.

## Historia
MZR został utworzony w dniach 28–29 grudnia 1925, podczas zjazdu muzułmanów w Wilnie pod nazwą „Wszechpolski Zjazd Delegatów Gmin Muzułmańskich”. Muftim MZR został Jakub Szynkiewicz. Status prawny MZR został uregulowany przez Sejm Rzeczypospolitej Polskiej ustawą z dnia 21 kwietnia 1936 o stosunku Państwa do Muzułmańskiego Związku Religijnego w Rzeczypospolitej Polskiej.
Po II wojnie światowej MZR reaktywowano w 1947.
Od 2016 w związku z konfliktem w obrębie MZR część środowiska zaczęła kwestionować legalność wyboru Tomasza Miśkiewicza na stanowisko muftiego. Zgodnie z zarzutami wyboru muftiego dokonuje kongres elekcyjny, podczas gdy Miśkiewicza powołał zjazd, a on sam nie miał ukończonych wymaganych prawem 40 lat. We wrześniu 2016 zwołano Najwyższe Kolegium Muzułmańskie, które podjęło uchwałę o nieważności poprzedniego wyboru, zaś 15 października 2016 zwołano w Kruszynianach Wszechpolski Elekcyjny Kongres Muzułmański i wybrano nowego muftiego – Janusza Aleksandrowicza. Miśkiewicz wysłał do ministerstwa sprzeciw, a to 17 lipca 2017 wystawiło mu zaświadczenie, że on jest muftim.

## Muzułmańskie gminy wyznaniowe
MZR skupia następujące muzułmańskie gminy wyznaniowe:
- Muzułmańska Gmina Wyznaniowa w Białymstoku
- Muzułmańska Gmina Wyznaniowa w Bohonikach
- Muzułmańska Gmina Wyznaniowa w Kruszynianach
- Muzułmańska Gmina Wyznaniowa w Gdańsku
- Muzułmańska Gmina Wyznaniowa w Warszawie

## Przewodniczący Najwyższego Kolegium Muzułmańskiego
- Stefan Bajraszewski (1972–1984)[6]
- Stefan Mucharski
- Jan Sobolewski (1991-2001)[7]
- Stefan Korycki[7]
- Tomasz Miśkiewicz (od 2014)